# Cal Cava
Cal Cava és una casa del poble dels Arcs, al municipi de Bellvís (Pla d'Urgell) inclosa a l'Inventari del Patrimoni Arquitectònic de Catalunya.

## Descripció
Casa de tipus senyorial, de pedra, fusta i ferro. A la façana es veu el carreuat.
L'accés principal es realitza per una porta allindada, al primer pis hi ha un únic balcó, al centre de la façana i al segon pis hi ha dos balcons i un escut central. La cornisa superior és motllurada.

## Història
Cal Cava és una casa de tipus senyorial construïda durant el segle xviii. Sempre ha estat utilitzada com a habitatge familiar.
Segons consta documentalment, la façana d'aquesta casa fou feta amb pedres procedents de la devastació del Santuari de les Sogues. Si tenim en compte que aquest estava en ruïnes cap al 1840, després de l'exclaustració, la façana de Cal Cava seria de mitjans del segle xix. La resta de l'edifici potser sí que és del segle xviii.